# ライターズ・アット・ワーク
『ライターズ・アット・ワーク』（ライターズアットワーク、Writers at Work）は、『パリ・レビュー』（パリに住むアメリカ人作家たちにより、1953年に創設された文芸誌）に掲載された、作家への連続インタビュー。
アメリカでは、1958年のWriters at Work: The "Paris Review" Interviewsをはじめ、何冊も刊行されている。
日本訳は、3度訳・刊行されている。

## 日本語版
- 『作家の秘密―14人の作家とのインタビュー』宮本陽吉、辻邦生、高松雄一訳、新潮社、1964年
フランソワズ・サガン、トルーマン・キャポーテ、ラルフ・エリスン、アルベルト・モラーヴィア、ジョルジュ・シムノン、トマス・スターンズ・エリオット、フランソワ・モーリアック、ジェイムズ・サーバー、アーネスト・ヘミングウェイ、ウィリアム・フォークナー、ロバート・フロスト、ロレンス・ダレル、ヘンリー・ミラー、ボリス・パステルナーク
- 『ライターズ・アット・ワーク』小野寺健、高坂和彦、松岡和子ほか共訳、ペヨトル工房、1989年
ジャン・コクトー、ルイ＝フェルディナン・セリーヌ、ウィリアム・バロウズ、ノーマン・メイラー、アレン・ギンズバーグ、イヴリン・ウォー
- 『パリ・レヴュー・インタヴューⅠ・II　作家はどうやって小説を書くのか，じっくり聞いてみよう！』青山南編訳　岩波書店、2018-2019年
カポーティ、ケルアック、アリス・マンロー、ヘミングウェイ、ガルシア＝マルケス、ボルヘス、ラシュディ、ソンタグら22名